# Family Style
Singles
1. Tick Tock
Sortie : 1990
2. Telephone Song
Sortie : 1990
3. Good Texan
Sortie : 1991

Family Style est un album des Vaughan Brothers. Il est sorti le 25 septembre sur le label Epic Records et a été produit par Nile Rodgers. Il s'agit de la première et dernière collaboration des deux frères, Stevie Ray et Jimmie Vaughan. Cet album a reçu un Grammy Award du meilleur album de blues contemporain lors de la 33e cérémonie des Grammy Awards qui se tenait au Radio City Music Hall de New York le 21 février 1991.

## Historique
Les deux frères rêvaient depuis longtemps d'enregistrer un album ensemble mais leurs carrières respectives ne leur en laissaient pas le temps. Lorsque Jimmie quitta son groupe, The Fabulous Thunderbirds, fin 1989, le projet put enfin se réaliser et les deux frères se réunirent pour travailler sur cet album.
Cet album fut enregistré lors du printemps 1990 à Dallas, Memphis et New York et produit par Nile Rodgers, mais sa sortie fut repoussée à septembre 1990 après le décès tragique de Stevie Ray. Il entra dans les charts américains du Billboard 200 directement à la 7e place. Il sera certifié disque de platine aux États-Unis et au Canada. En Europe, la sortie de l'album sera moins médiatique. Il atteignit par exemple seulement la 63e place au Royaume-Uni et ne se classa ni en France ni en Allemagne.
Trois singles seront tirés de cet album, Tick Tock, Telephone Song et Good Texan. Le titre instrumental D/FW reçu le grammy award dans la catégorie Best Rock Instrumental Performance.
Les dernières notes du livret seront pour la mère des deux guitaristes : Thanks Mama V. for letting us play (Merci Maman V. de nous avoir laissés jouer).

## Pistes
| No  | Titre                       | Auteur                                   | Durée |
| --- | --------------------------- | ---------------------------------------- | ----- |
| 1.  | Hard to Be                  | Stevie Ray Vaughan, Doyle Bramhall       | 4:43  |
| 2.  | White Boots                 | Billy Swan, Jim Leslie                   | 3:50  |
| 3.  | D/FW                        | Jimmie Vaughan                           | 2:52  |
| 4.  | Good Texan                  | J. Vaughan, Nile Rodgers                 | 4:22  |
| 5.  | Hillbillies from Outerspace | J. Vaughan, S. R. Vaughan                | 3:42  |
| 6.  | Long Way from Home          | S. R. Vaughan, Bramhall                  | 3:15  |
| 7.  | Tick Tock                   | J. Vaughan, Rodgers, Jerry Lynn Williams | 4:57  |
| 8.  | Telephone Song              | S. R. Vaughan, Bramhall                  | 3:28  |
| 9.  | Baboom/Mama Said            | J. Vaughan, S. R. Vaughan, Denny Freeman | 4:29  |
| 10. | Brothers                    | J. Vaughan, S. R. Vaughan                | 5:05  |

## Musiciens
- Jimmie Vaughan : guitare,  steel guitare, orgue sur Baboom / Mama Said, chant sur les titres 2, 4, 7
- Stevie Ray Vaughan: guitare, chant sur les titres 1, 6, 7 & 8, chœurs

avec
- Al Berry : basse
- Larry Aberman : batterie, percussions
- Stan Harrison : saxophone alto et ténor
- Steve Elson : saxophone bariton et ténor
- Preston Hubbard : upright basse
- Doyle Bramhall : batterie, percussions
- Nile Rodgers : guitare sur Baboom / Mama Said
- Rockin’ Sydney : accordéon
- Richard Hilton : claviers
- David Spinner : chœurs
- Tawatha Agee : chœurs
- Brenda White-King: chœurs
- Curtis King Jr. : chœurs
- George Sims : chœurs

## Charts & certifications

### Album
Charts
| Pays                                 | Durée du classement | Meilleur classement | Date             |
| ------------------------------------ | ------------------- | ------------------- | ---------------- |
| Australie (ARIA Charts)              | 6 semaines          | 17e                 | 11 novembre 1990 |
| Canada (RPM)                         | 31 semaines         | 6e                  | 10 novembre 1990 |
| États-Unis (Billboard 200)           | 38 semaines         | 7e                  | 10 novembre 1990 |
| Norvège (VG-lista)                   | 3 semaines          | 26e                 | 22 octobre 1990  |
| Nouvelle-Zélande (RMNZ Albums Top40) | 7 semaines          | 16e                 | 4 novembre 1990  |
| Pays-Bas (MegaCharts)                | 7 semaines          | 53e                 | 3 novembre 1990  |
| Royaume-Uni (UK Albums Chart)        | 1 semaine           | 63e                 | 20 octobre 1990  |
| Suède (Sverigetopplistan)            | 3 semaines          | 20e                 | 10 octobre 1990  |
| Suisse (Schweizer Hitparade)         | 4 semaines          | 24e                 | 4 novembre 1990  |

Certifications
| Pays       | Certification | Ventes      | Date             |
| ---------- | ------------- | ----------- | ---------------- |
| Canada     | Platine       | 100 000 +   | 25 mai 1991      |
| États-Unis | Platine       | 1 000 000 + | 19 novembre 1990 |

### Singles
Charts
| Single         | Chart                             | Position | Date              |
| -------------- | --------------------------------- | -------- | ----------------- |
| Tick Tock      | États-Unis Hot 100                | 65e      | 24 novembre 1990  |
| Tick Tock      | États-Unis Mainstream Rock Tracks | 7e       | 29 septembre 1990 |
| Tick Tock      | Pays-Bas Mega Top 50              | 44e      | 8 décembre 1990   |
| Telephone Song | États-Unis Mainstream Rock Tracks | 3e       | 29 septembre 1990 |
| Good Texan     | États-Unis Mainstream Rock Tracks | 18e      | 9 février 1991    |